# Pezzaze
Pezzaze là một đô thị thuộc tỉnh Brescia trong vùng Lombardia ở Ý. Đô thị này có diện tích 21 km², dân số 1600 người.
Đô thị này có các làng sau: Lavone, Stravegnino, Pezzazole.
Đô thị này giáp với các đô thị sau: Artogne, Bovegno, Marmentino, Pisogne, Tavernole sul Mella.